# Свети Давид Велшки
Свети Давид (вел. Dewi Sant, енгл. Saint David, око 500 – око 589) био је велшки епископ (бискуп) Меневије који се данас слави као светац заштитник Велса. Давид је био пореклом из Велса и реалтивно бројни подаци о његовом животу су сачувани. Ипак, година рођења није позната, процењује се да је рођен између 462. и 512. године. Велшки анали датују његову смрт у 569. годину од Христовог рођења, али је, према Филимором истраживању извора, Свети Давид преминуо 601. године.

## Монаштво
Бројне традиционалне приче о Светом Давиду сачуване су у хагиографији са краја 11. века Buchedd Dewi коју је на латинском написао Рикемарх. Хагиограф је тврдио да је писао на основу старих докумената сачуваних у архиву катедрале. Историчари су скептични према појединим тврдњама. Један од Рикемархових циљева био је да пружи основе за независност цркве у Велсу која се опирала прихватању римског обреда све до 8. века. Велшка црква је у Рикемархово време тражила митрополитски положај равноправан са Кентерберијском надбискупијом. Тако је можда и настала прича о Давидовом ходочасничком путовању у Јерусалим где га је патријарх рукоположио за архиепископа (надбискупа).
Давид је поштован као учитељ и проповедник који је оснивао манастирске заједнице и цркве по Велсу, Думнонији и Бретањи. Катедрала Св. Давида налази се данас у Глин Росин долини у Пембрукширу где се првобитно налазио манастир који је Давид основао. Давид је посвећен за епископа (бискупа) и председавао је на два синода против пелагијанства: првом у Брефију око 560. године и другом у Карлеону ("Синод победе") око 569. године.
Његово најпознатије чудо се наводно одиграло док је проповедао пред окупљеном светином на синоду у Брефију. Село Llanddewi Brefi налази се на месту где је светац стајао и где се земља уздигла при чему је тако настало брдашце. На Давидово раме је слетео бели голуб, који ће касније постати свечев симбол. Џон Дејвис је забележио да се тешко може замислити „чудо које сувишније“ од стварања новог брда у Велсу.
Током овог догађаја Давид је побијао пелагијанство и, према Рикемарху, проглашен је акламацијом окупљених за архиепископа чиме је Дубриције натеран на повлачење. О Светом Давиду као архиепископу са митрополитским положајем доцније су писали и Бернард, бискуп Сент Давидса, Џефри од Монмаута и Гералд из Камбреа.
Монашко правило Св. Давида прописује да монаси морају да вуку плуг уместо теглеће животиње, да морају да пију само воду и једу само хлеб зачињен сољу и биљем и проводе вечери у молитви, читању и писању. Лична имовина такође је била забрањена: сматрало се прекршајем чак и рећи „моја књига“. Давид је живео једноставно и упражњавао је аскетизам подучавајући следбенике да се уздржавају од коришћења меса и пива у исхрани. Симбол Св. Давида, а уједно и Велса, је празилук (ова информација позната је углавном захваљујући помену у Шекспировом комаду Хенри V, 5. чин, 1. сцена).

### Опатија у Гластонберију
Ригемарх је и Гластоберијску опатију убрајао међу цркве које је Свети Давид основао. Четрдесетак година касније Вилијам из Малсберија је веровао да је опатија старија, а да је Свети Давид посети Гластонбери да поново освети Опатију и поклони јој покретни олтар украшен великим сафиром. Давид је имао визију Исуса Христоса који му је рекао „да је цркву сам Христос посветио Богородици и није било достојно да поновно освећење буде изведено људском руком." Свети Давид је тада наложио да се опатија прошири источно од Старе цркве. Димензије надограђеног дела, које је Вилијам из Малсберија забележио, потврђене су захваљујући археолошким ископавањима 1921. године. Према једном извору олтар са сафиром се налазио међу стварима које је краљ Хенри VIII Тјудор конфисковао када је распустио опатију током реформације хиљаду година касније.

## Смрт
Према предању Свети Давид је поживео преко сто година и умро је у четвртак 1. марта (данас Дан Св. Давида). Данас је општеприхваћено да је умро око 590. године пошто је 1. март пао у четвртак 589. године. Манастир је, наводно, био „испуњен анђелима док је Христос прихватао његову душу“. Последње речи које је упутио следбеницима изрекао је у проповеди у претходну недељу. Према житију написаном на велшком језику Свети Давид је том приликом рекао: „Радујте се и придржавајте се ваше вере и симбола вере, и чините све оне ситне ствари које сте видели и чули да и ја чиним. Ја ћу кренути стазом којом су и наши преци ходили пре нас“
"Чините ситне ствари у животу“ (вел. Gwnewch y pethau bychain mewn bywyd) је данас често употребљавана фраза у велшком језику.
Давид је сахрањен у Катедрали Св. Давида у Сент Давидсу у Пембрукширу. Његово гробно место постало је популарно светилиште за ходочаснике током средњег века. Током 10. и 11. века Катедралу се редовно пљачкали Викинзи, који су однели драгоцености укључујући и украсе од драгоцених метала. Ново светилиште је подигнуто 1275. године и од њега је до данас сачувана оштећена основа. Изнад светилишта се налазио дрвени украшесни покров са сликама Св. Давида, Св. Патрика и Св. Денија. Мошто Св. Давида и Св. Јустинијана чуване су у кутијици на каменој основи светилишта. Управо су код овог светилишта молио енглески краљ Едвард I 1284. године. Током реформације, бискуп Барлоу, ватрени протестант, је уклонио са светилишта украсе и конфисковао је мошти Св. Давида и Св. Јустинијана.
Обновљено Светилиште Св. Давида је откривени и поново освећено на Дан Св. Давида 2012. године током причешћа. Обредом је руководио Вин Еванс, бискуп Сент Давидса.

## Култ и предање
Давидову популарност у Велсу илуструје и Пророчанство о Британији (вел. Armes Prydein), настало око 930, у којој се кроз популарну песму предвиђа да ће се у будућности, када све буде деловало изгубљеним, Велшани (вел. Cymry) ујединити око заставе Св. Давида и поразити Енглезе. „И подићиће најчистију Давидову заставу."(вел. A lluman glân Dewi a ddyrchafan).
За разлику од бројних светаца из Велса, чији су култови остали само од локалног значаја, Давида је као свеца признао папа Калист II 1120. године, захваљујући труду Бернарда, бискупа Сент Давидса. Музику за литургију посвећену Св. Давиду приредио је О. Т. Едвардс у Matins, Lauds and Vespers for St David's Day: the Medieval Office of the Welsh Patron Saint in National Library of Wales MS 20541 E (Cambridge, 1990)
Давидов жоивот и учење инспирисали су велшког композитора Карла Џенкинса да напише хорску песму Dewi Sant. Хорска песма прати теме из Давидове последње проповеди и из три псалма. други велшки композитор, Арвел Хјуз, компоновао је ораторијум Dewi Sant 1950. године.
Свети Давид се такође повезује и са посмртним свећама тј. светлима која, према предању, упозоравају на скору смрт особе из окружења. Давид се наводно молио да његов народ буде упозорен на долазећу смрт да би појединци могли да се припреме. У Давидовој визији свецу је речено да му је жеља испуњена и да ће сви они који живе у „земљи Св. Давида“ „бити упозорени пригушеном светлошћу тајанствене свећице када и где се смрт очекује." Боја и/или величина свећице указују на то да ли ће смрт задесити жену, мушкарца или дете.

## Римска мартириологија
У Римској мартириологији (лат. Martyrologium Romanum), издању из 2004, Давид је уписан под латинским именом Dávidis и обележава се 1. марта. Признат је за бискупа Меневије у Велсу који је управљао својим манастиром по узору на источне црквене оце. Под његовим руководством бројни монаси су радили на покрштавању Велса, Ирске, Корновола и Арморике (Бретања и суседне области).